# Menteroda
Menteroda település Németországban, azon belül Türingiában. Lakosainak száma 1913 fő (2022. december 31.).

## Népesség
A település népességének változása:
| Lakosok száma | 2019 | 1978 | 1950 | 1863 | 1913 |
|               | 2015 | 2017 | 2019 | 2021 | 2022 |